# Батлер, Джон (рейнджер)
Джон Батлер (англ. John Butler; 28 апреля 1728 — 12 мая 1796) — офицер Британского Индейского департамента, торговец и землевладелец. Родился в Коннектикуте, но позднее переехал на север Нью-Йорка вместе со своими родителями.  Во время Войны за независимость США организовал и возглавил вооружённые формирования, которые получили известность как рейнджеры Батлера. 
В конце войны переехал в Верхнюю Канаду, где получил участок земли от Короны за свои заслуги. Батлер занимал государственные должности и был одним из лидеров развивающейся колонии. Он стал одним из сооснователей англиканской церкви и города Ниагара-он-те-Лейк на территории современной канадской провинции Онтарио.

## Биография
Джон Батлер родился в 1728 году в городе Нью-Лондон в Коннектикуте. Его родителями были Уолтер Батлер, офицер британской армии, и Дебора Или Деннисон. В 1742 году семья Батлеров переехала на север Нью-Йорка и поселилась в долине реки Мохок. В то время большая часть этих земель принадлежала ирокезам и юный Батлер часто контактировал с ними. Он смог выучить несколько ирокезских языков и в дальнейшем часто служил переводчиком при переговорах индейцев с белыми торговцами. Уильям Джонсон был впечатлён способностями Батлера общаться на нескольких языках и в 1755 году пригласил его в качестве переводчика на большой совет с индейскими вождями. Во время Войны с французами и индейцами Батлер получил чин лейтенанта и стал служить в Британском Индейском департаменте. К окончанию войны он дослужился до капитана и стал заместителем командующего всеми индейскими воинами в британской армии. 
После войны Батлер продолжил работать переводчиком под началом Джонсона в Индейском департаменте. Когда началась Американская революция он принял сторону метрополии и уехал в Квебек. Зимой 1775 года Батлера назначили исполняющим обязанности суперинтенданта ирокезов и  отправили в форт Ниагара. Ему было поручено сделать всё возможное, чтобы ирокезы не приняли участия в боевых действиях, но при этом оставались верны Короне. Конгрегационалистский священник Сэмюэл Киркленд, служивший миссионером среди ирокезов, смог убедить онайда и тускарора принять сторону американцев, но мохоки, сенека, кайюга и онондага сохранили союз с Британией.
В мае 1777 года Батлер получил приказ собрать ирокезских воинов и присоединиться к экспедиции полковника Бэрримора Сент-Леджера в форте Осуиго. Он убедил около 350 воинов сенека и кайюга принять участие в кампании и был назначен заместителем суперинтенданта ирокезов. Батлер участвовал в сражении при Орискани, в котором его ирокезы приняли на себя основной удар и понесли большие потери.
В сентябре губернатор Квебека Гай Карлтон поручил Батлеру организовать вооружённое формирование из лоялистов и назначил его комендантом форта Ниагара. После окончания Саратогской кампании война за независимость США в северной и западной частях провинции Нью-Йорк превратилась в серию взаимных рейдов и небольших стычек. Долина реки Мохок стала особой мишенью для нового подразделения Батлера, поскольку она являлась одной из богатейших житниц британских колоний в Северной Америке, к тому же, местные фермеры активно снабжали провизией Континентальную армию. Не сумев захватить эту территорию, британское командование решило лишить своего противника хорошей продовольственной базы и уничтожить поселения в долине.
Рейнджеры Батлера, и присоединившиеся к ним ирокезы, совершили несколько рейдов, в результате которых они атаковали и разрушили многочисленные поселения на землях Нью-Йорка и Пенсильвании. Задачей Батлера было лишить Континентальную армию снабжения и отвлечь как можно больше американских войск от операций на побережье. Атаки рейнджеров и ирокезов вынудили многих поселенцев покинуть свои дома и фермы. Население округа Трайон составляло около 10 000 человек, но из-за рейдов подразделения Батлера сократилось до 3500 человек к 1783 году. 
После окончания войны Батлер получил от Короны участок в 500 акров на юго-западе Британского Квебека. Он сыграл важную роль в переговорах с миссиссогами, добившись их согласия на продажу большей части юго-западного Онтарио. В дальнейшем Батлер неоднократно участвовал в советах с различными индейскими племенами и стал важной политической фигурой в Верхней Канаде. Он организовал масонскую гильдию Онтарио и был в числе основателей англиканской церкви и города Ниагара-он-те-Лейк на территории британской колонии. Батлер умер  12 мая 1796 года в возрасте 68 лет в своём доме.